# بيير سليجا
بيير سليجا (بالفرنسية: Pierre Slidja)‏ (18 فبراير 1996 بأميان في فرنسا - ) هو لاعب كرة قدم فرنسي في مركز الهجوم. شارك مع منتخب فرنسا تحت 16 سنة لكرة القدم ومنتخب فرنسا تحت 20 سنة لكرة القدم. أما مع النوادي، فقد لعب مع نادي أميين ونادي فالينسيان.

## وصلات خارجية
- بيير سليجا على موقع قاعدة بيانات كرة القدم.إي يو (الإنجليزية)
- بيير سليجا على موقع Soccerway.com (الإنجليزية)
- بيير سليجا على موقع عالم كرة القدم.نت (الإنجليزية)